# Schizomavella cristata
Schizomavella cristata is een mosdiertjessoort uit de familie van de Bitectiporidae. De wetenschappelijke naam van de soort is voor het eerst geldig gepubliceerd in 1879 door Hincks.